# FIBA Liga das Américas 2007–08
A FIBA Liga das Américas 2007/2008 foi a primeira edição do torneio, sendo o primeira competição continental de clubes de Basquetebol que tenha abrangência em todas as partes das Américas. O formato foi de quatro grupos contendo quatro equipes cada com uma sede fixa por grupo: Argentina, Brasil, Porto Rico e EUA, com um total de 16 equipes.

## Áreas
Zona norte (América do Norte e América Central)
- Estados Unidos : 2 equipes.
- México : 3 equipes.
- Porto Rico : 2 equipes.
- República Dominicana : 1 equipe.

Zona sul (América do Sul)
- Argentina : 3 equipes.
- Brasil : 3 equipes.
- Uruguai : 1 equipe.
- Chile : 1 equipe.

## Grupos
| Grupo A - San Juan      | Grupo B - Miami           | Grupo C - Belo Horizonte | Grupo D - Mar del Plata  |
| ----------------------- | ------------------------- | ------------------------ | ------------------------ |
| PBL All Star            | Miami Tropics             | Minas Tênis Clube        | Peñarol de Mar del Plata |
| Soles de Mexicali       | Fuerza Regia de Monterrey | Flamengo                 | Lobos Brasília           |
| Metros de Santiago      | Capitanes de Arecibo      | Boca Juniors             | Club Deportivo Libertad  |
| Cangrejeros de Santurce | Halcones UV Xalapa        | Defensor Sporting        | Liceo Mixto              |

## Árbitros
Para a Liga das Américas 2007/2008, a FIBA Américas escolheu 16 árbitros federados.:
| - Baum, Gabriel - Carrión, José Aníbal - Chiti, Alejandro César - Delgado Casadiego, Daniel Alfredo - Dos Santos, Renato - Estévez, Pablo Alberto - Ethier, Nancy - Homsy, Mike Amir | - Maranho, Cristiano Jesus - Mercedes Sánchez, Reynaldo Antonio - Pacheco, Sergio - Rodrigo, Daniel - Rougier, Diego - Trías Iglesias, Álvaro Darío - Vazquez, Jorge - Uslegui, Héctor |

## Fase preliminar

### Grupo A
| Pos. | Equipe                  | Pts | PJ | PG | PP | PF  | PC  | Dif |
| ---- | ----------------------- | --- | -- | -- | -- | --- | --- | --- |
| 1.   | Soles de Mexicali       | 6   | 3  | 3  | 0  | 248 | 227 | +21 |
| 2.   | Cangrejeros de Santurce | 5   | 3  | 2  | 1  | 262 | 210 | +52 |
| 3.   | PBL All Star            | 4   | 3  | 1  | 2  | 238 | 267 | -29 |
| 4.   | Metros de Santiago      | 3   | 3  | 0  | 3  | 236 | 280 | -44 |

| data                  | Horário² | Partida¹                | Partida¹ | Partida¹                |
| --------------------- | -------- | ----------------------- | -------- | ----------------------- |
| 4 de dezembro de 2007 | 19:00    | PBL All Star            | 95-91    | Metros de Santiago      |
| 4 de dezembro de 2007 | 21:10    | Cangrejeros de Santurce | 74-75    | Soles de Mexicali       |
| 6 de dezembro de 2007 | 19:00    | Metros de Santiago      | 83-94    | Soles de Mexicali       |
| 6 de dezembro de 2007 | 21:10    | PBL All Star            | 73-97    | Cangrejeros de Santurce |
| 7 de dezembro de 2007 | 19:00    | Soles de Mexicali       | 79-70    | PBL All Star            |
| 7 de dezembro de 2007 | 21:10    | Cangrejeros de Santurce | 91-62    | Metros de Santiago      |

- (¹) -  Todas as partidas no Coliseo Mario "Quijote" Morales, Guaynabo, Porto Rico
- (²) -  Hora local de Porto Rico (UTC -4)

### Grupo B
| Pos. | Equipe                    | Pts | PJ | PG | PP | PF  | PC  | Dif |
| ---- | ------------------------- | --- | -- | -- | -- | --- | --- | --- |
| 1.   | Miami Tropics             | 6   | 3  | 3  | 0  | 296 | 264 | +32 |
| 2.   | Halcones UV Xalapa        | 4   | 3  | 1  | 2  | 310 | 291 | +19 |
| 3.   | Fuerza Regia de Monterrey | 4   | 3  | 1  | 2  | 274 | 288 | -14 |
| 4.   | Capitanes de Arecibo      | 4   | 3  | 1  | 2  | 253 | 290 | -37 |

| Data                   | Horário² | Partida¹                  | Partida¹  | Partida¹                  |
| ---------------------- | -------- | ------------------------- | --------- | ------------------------- |
| 11 de dezembro de 2007 | 18:00    | Capitanes de Arecibo      | 96 - 93   | Fuerza Regia de Monterrey |
| 11 de dezembro de 2007 | 20:10    | Miami Tropics             | 112 - 105 | Halcones UV Xalapa        |
| 12 de dezembro de 2007 | 18:00    | Halcones UV Xalapa        | 116 - 86  | Capitanes de Arecibo      |
| 12 de dezembro de 2007 | 20:10    | Fuerza Regia de Monterrey | 88 - 103  | Miami Tropics             |
| 13 de dezembro de 2007 | 19:00    | Fuerza Regia de Monterrey | 93 - 89   | Halcones UV Xalapa        |
| 13 de dezembro de 2007 | 21:10    | Miami Tropics             | 81 - 71   | Capitanes de Arecibo      |

- (¹) -  Todos os jogos em Miami
- (²) -  Hora local de Miami (UTC -5)

### Grupo C
| Pos. | Equipe            | Pts | PJ | PG | PP | PF  | PC  | Dif |
| ---- | ----------------- | --- | -- | -- | -- | --- | --- | --- |
| 1.   | Minas Tênis Clube | 5   | 3  | 2  | 1  | 241 | 232 | +9  |
| 2.   | Defensor Sporting | 5   | 3  | 2  | 1  | 242 | 225 | +17 |
| 3.   | Boca Juniors      | 4   | 3  | 1  | 2  | 215 | 246 | -31 |
| 4.   | Flamengo          | 4   | 3  | 1  | 2  | 250 | 245 | 5   |

| Data                   | Horário² | Partida¹          | Partida¹ | Partida¹          |
| ---------------------- | -------- | ----------------- | -------- | ----------------- |
| 18 de dezembro de 2007 | 20:00    | Minas TC          | 88 - 99  | Flamengo          |
| 18 de dezembro de 2007 | 22:10    | Defensor Sporting | 94 - 73  | Boca Juniors      |
| 19 de dezembro de 2007 | 20:00    | Defensor Sporting | 68-77    | Minas TC          |
| 19 de dezembro de 2007 | 22:10    | Boca Juniors      | 77 - 76  | Flamengo          |
| 20 de dezembro de 2007 | 20:00    | Minas TC          | 76 - 65  | Boca Juniors      |
| 20 de dezembro de 2007 | 22:10    | Flamengo          | 75 - 80  | Defensor Sporting |

- (¹) -  Todos os jogos em Belo Horizonte, Brasil
- (²) -  Hora local de Belo Horizonte (UTC -3)

### Grupo D
| Pos. | Equipe                   | Pts | PJ | PG | PP | PF  | PC  | Dif |
| ---- | ------------------------ | --- | -- | -- | -- | --- | --- | --- |
| 1.   | Peñarol de Mar del Plata | 6   | 3  | 3  | 0  | 248 | 207 | +41 |
| 2.   | Club Deportivo Libertad  | 5   | 3  | 2  | 1  | 228 | 204 | +24 |
| 3.   | Lobos Brasília           | 4   | 3  | 1  | 2  | 218 | 238 | -20 |
| 4.   | Liceo Mixto              | 3   | 3  | 0  | 3  | 224 | 269 | -45 |

| Data                  | Horário² | Partida¹                 | Partida¹ | Partida¹                 |
| --------------------- | -------- | ------------------------ | -------- | ------------------------ |
| 8 de janeiro de 2008  | 20:00    | Club Deportivo Libertad  | 76 - 65  | Lobos Brasília           |
| 8 de janeiro de 2008  | 22:10    | Peñarol de Mar del Plata | 95 - 76  | Liceo Mixto              |
| 9 de janeiro de 2008  | 20:00    | Lobos Brasília           | 86 - 78  | Liceo Mixto              |
| 9 de janeiro de 2008  | 22:10    | Club Deportivo Libertad  | 64 - 69  | Peñarol de Mar del Plata |
| 10 de janeiro de 2008 | 20:00    | Liceo Mixto              | 70 - 88  | Club Deportivo Libertad  |
| 10 de janeiro de 2008 | 22:10    | Peñarol de Mar del Plata | 84 - 67  | Lobos Brasília           |

- (¹) -  Todos os Jogos no Estádio Polideportivo da Ilhas Malvinas, Mar del Plata, Argentina
- (²) -  Hora local de Mar del Plata (UTC -3)

## Fase final

### Quartas de final
As quartas de finais da Liga das Américas, foi disputada no modelo de play-offs. As equipes jogariam melhor de três partidas, com a equipe que ganhasse duas partidas se classificando para a fase final.
O cruzamento das equipes (1º do A X 2º do B, 1º do B X 2º do A, 1º do C X 2º do D e 1º do D X 2º do C) aconteceu com o primeiro jogo na casa da equipe pior qualificada para ser definido.
|  | Quartas-de-final         | Quartas-de-final |  |  | Semifinal | Semifinal |  |  | Final | Final |
|  |                          |                  |  |  |           |           |  |  |       |       |
|  |                          |                  |  |  |           |           |  |  |       |       |
|  |                          |                  |  |  |           |           |  |  |       |       |
|  |                          |                  |  |  |           |           |  |  |       |       |
|  | Soles de Mexicali        | 2                |  |  |           |           |  |  |       |       |
|  | Soles de Mexicali        | 2                |  |  |           |           |  |  |       |       |
|  | Halcones UV Xalapa       | 1                |  |  |           |           |  |  |       |       |
|  | Halcones UV Xalapa       | 1                |  |  |           |           |  |  |       |       |
|  |                          |                  |  |  |           |           |  |  |       |       |
|  |                          |                  |  |  |           |           |  |  |       |       |
|  | Minas Tênis Clube        | 2                |  |  |           |           |  |  |       |       |
|  | Minas Tênis Clube        | 2                |  |  |           |           |  |  |       |       |
|  | Club Deportivo Libertad  | 0                |  |  |           |           |  |  |       |       |
|  | Club Deportivo Libertad  | 0                |  |  |           |           |  |  |       |       |
|  |                          |                  |  |  |           |           |  |  |       |       |
|  |                          |                  |  |  |           |           |  |  |       |       |
|  | Peñarol de Mar del Plata | 2                |  |  |           |           |  |  |       |       |
|  | Peñarol de Mar del Plata | 2                |  |  |           |           |  |  |       |       |
|  | Defensor Sporting        | 1                |  |  |           |           |  |  |       |       |
|  | Defensor Sporting        | 1                |  |  |           |           |  |  |       |       |
|  |                          |                  |  |  |           |           |  |  |       |       |
|  |                          |                  |  |  |           |           |  |  |       |       |
|  | Miami Tropics            | 2                |  |  |           |           |  |  |       |       |
|  | Miami Tropics            | 2                |  |  |           |           |  |  |       |       |
|  | Cangrejeros de Santurce  | 1                |  |  |           |           |  |  |       |       |
|  | Cangrejeros de Santurce  | 1                |  |  |           |           |  |  |       |       |

### Quadrangular final
Esta última etapa reuniu os vencedores dos play-offs.  A sede das finais foi escolhida entre as cidades das equipes finalistas. A cidade escolhida para acolher o Final Four foi Mexicali na Baixa Califórnia, México.
Após os confrontos no Auditório do Estado, ficou conhecido o primeiro campeão de clubes em âmbito continental foi a equipe do Clube Atlético Peñarol de Mar Del Plata da Argentina, apesar de terem perdido a última partida, tiveram o desempate por gol average.
O ‘’’MVP (jogador mais valioso) do Final Four foi Quincy Wadley do Peñarol.
| Pos. | Equipe                   | Pts | PJ | PG | PP | PF  | PC  | Dif |
| ---- | ------------------------ | --- | -- | -- | -- | --- | --- | --- |
| 1.   | Peñarol de Mar del Plata | 5   | 3  | 2  | 1  | 270 | 246 | +24 |
| 2.   | Soles de Mexicali        | 5   | 3  | 2  | 1  | 287 | 278 | +9  |
| 3.   | Miami Tropics            | 5   | 3  | 2  | 1  | 260 | 267 | -7  |
| 4.   | Minas Tênis Clube        | 3   | 3  | 0  | 3  | 233 | 259 | -26 |

| Data                   | Horário² | Partida¹                 | Partida¹  | Partida¹                 |
| ---------------------- | -------- | ------------------------ | --------- | ------------------------ |
| 7 de fevereiro de 2008 | 19:15    | Peñarol de Mar del Plata | 94 - 77   | Miami Tropics            |
| 7 de fevereiro de 2008 | 21:30    | Soles de Mexicali        | 95 - 83   | Minas TC                 |
| 8 de fevereiro de 2008 | 17:00    | Peñarol de Mar del Plata | 97 - 85   | Minas TC                 |
| 8 de fevereiro de 2008 | 19:15    | Soles de Mexicali        | 108 - 116 | Miami Tropics            |
| 9 de fevereiro de 2008 | 15:00    | Minas TC                 | 65 - 67   | Miami Tropics            |
| 9 de fevereiro de 2008 | 17:15    | Soles de Mexicali        | 84 - 79   | Peñarol de Mar del Plata |

- (¹) -  Todas as partida realizadas no Auditorio del Estado, Mexicali, Baja California, México
- (²) -  Hora local de Mexicali (UTC -8)

## Premiação
| FIBA Liga das Américas 2007–08            |
| Argentina                                 |
| ----------------------------------------- |
| Club Atlético Peñarol Campeão (1º título) |